# Équation de Sylvester
En mathématiques, dans le domaine de la théorie du contrôle, une équation de Sylvester est une équation matricielle de la forme : 
{\displaystyle AX+XB=C}.
Les matrices {\displaystyle A}, {\displaystyle B} et {\displaystyle C} sont données ;  le problème est de déterminer les matrices {\displaystyle X} qui satisfont cette équation. Les matrices sont supposées à coefficients complexes. Les matrices sont de tailles appropriées, par exemple elles sont toutes des matrices carrées de même taille, ou plus généralement, {\displaystyle A} et {\displaystyle B} sont des matrices carrées de taille {\displaystyle n} et {\displaystyle m}  respectivement, et {\displaystyle X} et {\displaystyle C} sont à {\displaystyle n} lignes et {\displaystyle m} colonnes.
Une équation de Sylvester a une solution unique en {\displaystyle X} si et seulement si {\displaystyle A} et {\displaystyle -B}   n'ont pas de valeur propre commune. Plus généralement, l'équation {\displaystyle AX+XB=C} a été considérée comme une équation d'opérateurs bornés dans un espace de Banach (éventuellement de dimension infinie). Dans ce cas, la condition d'unicité d'une solution en {\displaystyle X} est quasiment la même : il existe une solution unique en {\displaystyle X} exactement lorsque les spectres de {\displaystyle A} et de {\displaystyle -B} sont disjoints.

## Existence et unicité des solutions
En utilisant le produit de Kronecker et l'opérateur de 
vectorisation (en) {\displaystyle \operatorname {vec} }, on peut réécrire l'équation de Sylvester sous la forme
{\displaystyle (I_{m}\otimes A+B^{T}\otimes I_{n})\operatorname {vec} X=\operatorname {vec} C,}
où {\displaystyle A} est de taille {\displaystyle (n,n)}, {\displaystyle B} est de taille {\displaystyle (m,m)}, {\displaystyle X} de taille {\displaystyle (n,m)} et {\displaystyle I_{k}} est la matrice d'identité de taille {\displaystyle k}. Sous cette forme, l'équation peut être vue comme un système linéaire de taille {\displaystyle mn\times mn}.
Théorème — Étant données des matrices {\displaystyle A\in \mathbb {C} ^{n\times n}} et {\displaystyle B\in \mathbb {C} ^{m\times m}}, l'équation de Sylvester :{\displaystyle AX+XB=C}
a une solution unique {\displaystyle X\in \mathbb {C} ^{n\times m}} quelle que soit {\displaystyle C\in \mathbb {C} ^{n\times m}} si et seulement si {\displaystyle A} et {\displaystyle -B} n'ont pas de  valeur propre commune.
La non-singularité de {\displaystyle p(-B)} dans la partie (i) de la preuve ci-dessus peut également être démontrée par l' identité de Bézout pour des polynômes premiers entre eux. Soit en effet {\displaystyle q}  le polynôme caractéristique de {\displaystyle -B} . Comme {\displaystyle A} et {\displaystyle -B} n'ont pas de valeur propre commune, {\displaystyle p} et {\displaystyle q} sont premiers entre eux. Il existe donc des polynômes {\displaystyle f} et {\displaystyle g} tel que {\displaystyle p(z)f(z)+q(z)g(z)\equiv 1} . Par le théorème de Cayley-Hamilton, {\displaystyle q(-B)=0} . Ainsi {\displaystyle p(-B)f(-B)=I}, ce qui implique que {\displaystyle p(-B)} est non singulier.
Le théorème reste vrai pour les matrices réelles sous réserve de considérer leurs valeurs propres complexes. La preuve de la partie directe est toujours valable ; pour la réciproque, on note que  {\displaystyle \mathrm {Re} (uv^{*})} et {\displaystyle \mathrm {Im} (uv^{*})} satisfont  l'équation homogène {\displaystyle AX+XB=0}, et ils ne peuvent pas être nuls simultanément.

## La règle de suppression de Roth
Étant donné deux matrices carrées complexes {\displaystyle A} et {\displaystyle B} de taille {\displaystyle n} et {\displaystyle m}, et une matrice {\displaystyle C} de taille {\displaystyle (n,m)}, on peut se demander quand les deux matrices carrées suivantes
: {\displaystyle {\begin{bmatrix}A&C\\0&B\end{bmatrix}}\,} et {\displaystyle \,{\begin{bmatrix}A&0\\0&B\end{bmatrix}}}
de taille {\displaystyle n+m} sont semblables. La réponse est que ces deux matrices sont semblables exactement lorsqu'il existe une matrice {\displaystyle X} telle que {\displaystyle AX-XB=C},  en d'autres termes, si {\displaystyle X} est une solution d'une équation de Sylvester. Cette observation est appelée  la règle de suppression de Roth .
On vérifie facilement une direction : Si {\displaystyle AX-XB=C} alors
{\displaystyle {\begin{bmatrix}I_{n}&X\\0&I_{m}\end{bmatrix}}{\begin{bmatrix}A&C\\0&B\end{bmatrix}}{\begin{bmatrix}I_{n}&-X\\0&I_{m}\end{bmatrix}}={\begin{bmatrix}A&0\\0&B\end{bmatrix}}.}
La règle de suppression de Roth ne se généralise pas aux opérateurs bornés de dimension infinie sur un espace de Banach.

## Résolutions numériques
Un algorithme classique de résolution numérique de l'équation de Sylvester est l'algorithme de Bartels-Stewart, qui consiste à transformer {\displaystyle A} et {\displaystyle B} en forme de Schur par un algorithme QR, puis en résolvant le système triangulaire résultant par substitution. Cet algorithme, dont le coût de calcul est en {\displaystyle {\mathcal {O}}(n^{3})} opérations arithmétiques, est utilisé, entre autres, par le logiciel LAPACK et la fonction lyap dans GNU Octave. Elle est proche de la fonction sylvester dans cet ensemble,. Dans certaines applications spécifiques de traitement d'image , la solution de l'équation de Sylvester dérivée a une forme close.